# Axel Norling
Karl Axel Patrik Norling (ur. 16 kwietnia 1884 w Sztokholmie, zm. 7 maja 1964 tamże) – szwedzki sportowiec, trzykrotny olimpijczyk. Brat Daniela.
Po raz pierwszy wystąpił na Olimpiadzie Letniej 1906 w Atenach, zorganizowanej z okazji dziesięciolecia nowożytnych igrzysk. Wystąpił w szwedzkiej reprezentacji podczas zawodów przeciągania liny. W pierwszej rundzie przegrali oni z klubem Omas Helliniki, jednak w meczu o trzecie miejsce jego drużyna zdobyła brązowy medal z wynikiem 2:0. Kolejną konkurencją w której brał udział był konkurs skoków do wody z platformy 10-metrowej. Zajął w nich 16. miejsce, zdobywając 127,4 punktów.
Dwa lata później, na Letnich Igrzyskach Olimpijskich 1908 w Londynie zdobył złoty medal w drużynowych zawodach gimnastycznych. Podobnie na Igrzyskach w 1912, zorganizowanych w Sztokholmie, gdzie zajął pierwsze miejsce w drużynowych ćwiczeniach „szwedzkich”.